# Iblul-Il
Iblul-Il (fl. XXIV secolo a.C.) è stato il settimo re (Lugal) della seconda dinastia della città di Mari, importante snodo commerciale fra la Mesopotamia e l'Asia minore.
Iblul-Il (regnò intorno al 2380 a.C.), fu il re più energico del secondo regno mariota, noto per le sue vaste campagne di conquista nella media valle dell'Eufrate contro gli Eblaiti e nella regione del Tigri superiore contro vari avversari. Con queste campagne militari egli riuscì a stabilire la supremazia del regno di Mari nel nord siriano.

## Regno
Il regno di Iblul-Il a Mari è attestato da alcune statue ca lui dedicate che furono ritrovate nel 1952 nei templi della città. Inoltre, il suo nome e le sue imprese sono elencati in una lettera inviata a Ebla da Enna-Dagan, un suo successore.

### Campagne militari
Iblul-Il, durante tutto il suo regno, si impegnò in intense campagne militari contro Ebla e i suoi vassalli e alleati. L'offensiva era stata probabilmente provocata dalla crescente attività militare e diplomatica di Ebla, che cercava di estendere la sua influenza verso nord e verso est. L'obiettivo strategico dell'esercito mariota era quello di bloccare la via commerciale che collegava Kish, Nagar ed Ebla. Iblul-Il era contemporaneo del re di Ebla, Igrish-Halam. Secondo quanto riportato nella lettera di Enna-Dagan il teatro delle prime operazioni fu il medio Eufrate, dove l'esercito mariota sconfisse la città di Galalaneni e si impegnò in una vittoriosa battaglia con la città di Abarsal nella regione di Zahiran (sulla riva dell'Eufrate ad est di Ebla), che venne distrutta. Successivamente, Iblul-Il spostò l'esercito nella regione di Burman della terra di Sugurum, dove sconfisse le città di Shadab, Addalini e Arisum. Le campagne militari continuarono, le città di Sharan e Dammium vennero saccheggiate, mentre l'esercito avanzava su Neraad e Hasuwan. Iblul-Il incontrò gli ambasciatori di Ebla, che portarono omaggi in segno di sottomissione, nella città di Mane, presso fortezza Khazuwan, poi continuò la sua marcia e conquistò Emar.
Spostate le operazioni militari nella valle del Tigri, Iblul-Il sconfisse le città di Nahal, Nubat e Sha-da della regione di Gasur, in una battaglia nella terra di Ganane. Infine, nella lettera di Enna-Dagan, sono citate le conquiste delle città eblaite di Barama, Aburu, Tibalat e Belan. Il re mariota raggiunse con successo gli obiettivi strategici che si era prefissato, indebolendo ed isolando Ebla, a cui impose pesanti tributi in oro e argento.

### Successione
Il successore di Iblul-Il fu Nizi. La lettera di Enna-Dagan è estremamente difficile da interpretare. In una prima lettura Enna-Dagan venne interpretato come un generale di Ebla che sconfisse e depose Iblul-Il. Successivamente però, nuovi dati archeologici, hanno consentito di interpretare in modo diverso la figura di Enna-Dagan come re di Mari, e un'ulteriore decifrazione degli archivi di Ebla ha mostrato che Enna-Dagan riceveva omaggi da Ebla come principe di Mari durante i regni dei suoi predecessori.